# Christa Speck
Linda Gamble June Cochran
Christa Speck est une mannequin de charme américaine. Elle est connue comme Playmate of the Month du magazine Playboy en septembre 1961,  et a été, en 1962,  
la troisième Playmate of the Year.

## Biographie
De son vrai nom Christa Rogalski, Christa est née à Dantzig (aujourd'hui Gdansk) alors annexée par l'Allemagne. 
Elle travaillait comme secrétaire à la Bank of America lorsqu'elle fut découverte par Playboy. Elle devint la playmate du mois de septembre 
1961 (photos par Sam Wu) avant d'être élue Playmate de l'Année 1962, troisième à être honorée de ce titre. Elle reçut plus de lettres d'amirateurs que toutes les autres auparavant et fut d'ailleurs désignée, à la fois par les éditeurs du magazine et par ses lecteurs, comme une des dix playmates les plus populaires de la première décennie de parution.
Après avoir mis fin à un premier mariage raté, elle devint Bunny girl au Club Playboy de Chicago et logeait alors au premier Manoir Playboy, participant aux nombreuses fêtes qui y étaient organisées : 
elle apparaît dans les très nombreux reportages photo illustrant à cette époque, dans le magazine, la vie quotidienne dans le manoir de Hugh Hefner, le fondateur. 
En 1965, elle épousa le producteur de télévision Marty Krofft ; ils s'établirent en Californie et eurent ensemble trois filles : Deanna, Kristina et Kendra. Ils avaient cinq petits-enfants 
lorsque Christa décéda des suites de maladie à l'âge de 70 ans.

## Apparitions dans les numéros spéciaux dePlayboy
- Playboy's Playmates - The First 15 Years 1983 - page 57
- Playboy's Playmates of the Year Novembre-Décembre 1986 - pages 8-9
- Playboy's Pocket Playmates v1n6 (1953-1964) 1995-1996 - page 57
- Playboy's Book of Lingerie Mars-Avril 1996 - page 54
- Playboy's Facts & Figures Octobre 1997 - page 36
- Playboy's Sex Stars of the Century Août 1999 - page 29
- Playboy's Celebrating Centerfolds Vol. 3 14 septembre 1999 - page 6
- Playboy's Centerfolds Of The Century Avril 2000 - page 73
- Playboy's Playmates of the Year Décembre 2000 - page 6